# Château Visconteo de Verceil
Le château Visconteo est un château situé dans la ville de Verceil, au nord de l'Italie. Il est actuellement le siège du palais de justice.

## Histoire
Le château a été érigé par Mathieu Ier Visconti vers 1290, probablement sur les ruines de bâtiments précédents. Construit avec un plan quadrangulaire, il abritait les podestats des Visconti jusqu'en 1427, année où Verceil fut vendue à Amédée VIII de Savoie par Philippe Marie Visconti. Amédée IX de Savoie y est mort en 1472.
Le château subit des dégâts lors du siège espagnol en 1638. Il est utilisé comme caserne pendant l'ère napoléonienne et comme prison au XIXe siècle. Depuis 1926, il accueille le tribunal de Verceil.

## Source de la traduction
- (it) Cet article est partiellement ou en totalité issu de l’article de Wikipédia en italien intitulé « Castello Visconteo (Vercelli) » (voir la liste des auteurs).